# عبوس (فیلم)
عبوس یا سخت‌گیر (به انگلیسی: Stern) فیلمی محصول سال ۱۹۹۱ و به کارگردانی باراتان است. در این فیلم بازیگرانی همچون مموتی، ماتو، کی.پی.ای.سی. لالیتا، آشوکان، مورالی و بالان کی. نایر ایفای نقش کرده‌اند.